# 쑥고개로 (남원시)
쑥고개로(Ssukgogae-ro)는 전북특별자치도 남원시 노암동 에서 남원시 주천면 주천교차로 를잇는 도로이다.

## 주요 경유지
전북특별자치도
- 남원시 (노암동 . 주천면)

## 노선
| 이름          | 접속 노선                        | 소재지 | 소재지 | 비고                        |
| ------------- | -------------------------------- | ------ | ------ | --------------------------- |
| (이름 없음)   | 요천로                           | 남원시 | 노암동 |                             |
| 승사교        |                                  | 남원시 | 노암동 |                             |
| (이름 없음)   | 소리길                           | 남원시 | 노암동 | 지방도 제730호선구간        |
| 노암사거리    | 노송로                           | 남원시 | 노암동 | 지방도 제730호선구간        |
| (이름 없음)   | 국가지원지방도 제60호선 (고주로) | 남원시 | 주천면 | 국가지원지방도 제60호선구간 |
| 장안 교차로   | 국도 제19호선 (산업로)           | 남원시 | 주천면 | 국가지원지방도 제60호선구간 |
| 주천 교차로   | 정령치로                         | 남원시 | 주천면 | 국가지원지방도 제60호선구간 |
| 원천로와 직결 |                                  |        |        |                             |